# غوردون كونواي
غوردون كونواي (بالإنجليزية: Gordon Conway)‏ هو عالم بيئة وأحيائي بريطاني، ولد في 6 يوليو 1938.

## وصلات خارجية
- الموقع الرسمي